# Der Staat
Der Staat est une revue trimestrielle interdisciplinaire de science politique, d'histoire constitutionnelle et de droit public allemand et européen, fondée en 1962.

## Contenu
Il s'adresse aux juristes, aux historiens, aux politologues, aux sociologues, mais aussi aux économistes, aux philosophes et aux théologiens. Der Staat est initié par les deux avocats Ernst-Wolfgang Böckenförde et Roman Schnur (de). Les rédacteurs fondateurs sont le philosophe du droit de Münster Hans J. Wolff, le juriste constitutionnel et canoniste de Göttingen Werner Weber (de) et l'historien constitutionnel de Marbourg Gerhard Oestreich. La revue est liée au personnel du cercle de Carl Schmitt et se distingue ainsi dans ses premières années comme un contrepoids aux Archives de droit public (de), qui sont clairement influencées par les étudiants de Rudolf Smend (de)
Der Staat est édité depuis 2016 par Armin von Bogdandy (de), Rolf Grawert (de), Oliver Lepsius (de), Christoph Möllers (de), Fritz Ossenbühl (de), Walter Pauly (de) (rédacteur en chef), Uwe Volkmann (de), Andreas Voßkuhle et Rainer Wahl (de). La revue est publiée trimestriellement par Duncker & Humblot (Berlin) avec un tirage de 950 exemplaires et est également disponible en ligne depuis 2008. Selon l'éditeur, la revue vise à décrire et à analyser son sujet « non pas de manière ahistorique, mais en termes de ses origines, de ses conditions de naissance, d'existence et de développement, de ses réalisations et menaces concrètes, également en comparaison avec la compréhension de l'État et de l'action de l'État dans d'autres pays, aujourd'hui en particulier dans le contexte européen ». L’objectif est d’examiner à la fois les « fondements de l’État actuel » et d’analyser les « évolutions concrètes et actuelles ».
Les actes des colloques de l'Association d'histoire constitutionnelle (de) sont notamment publiés sous forme de suppléments.